# 우크라이나의 종교
우크라이나의 종교에 관한 내용이다.
키예프 국제사회학연구소(KIIS)가 실시한 2022년 조사에 따르면 기독교는 우크라이나의 주요 종교이며, 인구의 85%가 기독교인이라고 한다. 인구의 72%가 동방 정교회에 대한 충성을 표명했다. 우크라이나인의 54%는 독립된 우크라이나 정교회를 지지한다고 선언했다. 14%는 소속 교회를 명시하지 않은 채 정교회 신자로 확인되었다. 4%는 모스크바 총대주교청과 연관되어 있다. 또 다른 9%의 우크라이나인은 우크라이나 가톨릭 교회에 대한 헌신을 공언했다. 8%는 우크라이나 그리스 가톨릭 신자이고 1%는 라틴 가톨릭 신자이다. 인구의 2%는 주류 개신교에 소속되어 있다고 선언했고, 추가로 2%는 기독교의 대안적인 종파에 속해 있다고 밝혔다.
우크라이나인의 10%가 무신론자로 확인되었다. 우크라이나에서는 기독교가 압도적으로 우세한 상황에서 2020년, 2021년, 2022년에 KIIS가 조사한 인구의 대표적인 통계 표본에 따르면 응답자 중 유대교와 이슬람교를 믿는 사람은 0%였다. 2018년 라줌코프 센터(Razumkov Center)의 이전 조사에 따르면 우크라이나의 유대인은 인구의 0.4%로 추정되었으며, 힌두교, 불교, 이교(Rodnovery)를 따르는 소수민족은 0.1%에 불과했다. 라줌코프가 2000년대와 2010년대 초반에 실시한 조사에 따르면, 이러한 비율은 지난 10년 동안 상대적으로 일정하게 유지된 반면, 전체 신자의 비율은 2014년 76%에서 2016년 70%, 2018년 72%로 감소했다.
2022년 현재 기독교는 대부분의 그리스 가톨릭 신자가 살고 있는 우크라이나 서부 지역에서 특히 강세를 보였다. 중부, 남부 및 동부 지역에서는 기독교인이 전체 인구에서 차지하는 비율이 더 낮으며, 특히 돈바스의 가장 동쪽 지역에서는 기독교인의 비율이 낮다. 기독교 외에 우크라이나에 존재하는 또 다른 종교는 우크라이나어와 러시아어 공동체로 구성된 로드노베리(슬라브 원주민 신앙)이다(일부 로드노버 조직은 이 종교를 정교회(우크라이나어: Правосла́в'я, 로마자 표기: Pravoslávʺya)라고 부른다.
이슬람교를 믿는 크리미안 타타르족은 크리미아 인구의 상당 부분을 차지하며, 2014년 이전에는 우크라이나의 속국이었으나 그 해부터 러시아에 점령당했다. 2016년 현재, 무슬림이 2013년 인구의 15%를 차지했던 크림 반도를 제외하면, 돈바스만이 다른 우크라이나 지역(6%)에 비해 더 큰 무슬림 공동체를 유지하고 있다.
2014년 돈바스에서 전쟁이 발발하기 전부터, 그러나 그해 이후 더욱 격렬해진 전쟁이 일어나기 전부터 우크라이나 내 친우크라이나와 친러시아 종교 단체 사이에 소요가 발생했다.
2022년 러시아의 우크라이나 침공 이후, 볼로디미르 젤렌스키 우크라이나 대통령은 러시아와 관련된 종교 단체 대표들에 대해 개인적 제재를 가하는 국가 안보 및 국방 위원회 결정을 제정하는 법령에 서명했다. 우크라이나 정부는 모스크바 총대주교청의 우크라이나 정교회를 구체적으로 조사하고 친러시아 운동과 관련된 모든 활동을 금지할 예정이다.

## 같이 보기
- 우크라이나 유대인
- 우크라이나의 로마 가톨릭교회